# Eucelatoria ordinaria
Eucelatoria ordinaria là một loài ruồi trong họ Tachinidae.